# Кускусы
Кускусы (Phalanger) — род сумчатых семейства поссумы (Phalangeridae).

## Виды и распространение
В составе рода выделяются 13 видов:
- Phalanger alexandrae
- Phalanger carmelitae
- Одноцветный кускус (Phalanger gymnotis)
- Phalanger intercastellanus
- Вудларский кускус (Phalanger lullulae)
- Phalanger matabiru
- Phalanger matanim
- Phalanger mimicus
- Пушистый кускус (Phalanger orientalis)
- Phalanger ornatus
- Phalanger rothsschildi
- Шёлковый кускус (Phalanger sericeus)
- Шелковистый кускус (Phalanger vestitus)

Кускусы встречаются на Молуккских островах, Тиморе, Сулавеси, в Новой Гвинее, на Соломоновых островах и полуострове Кейп-Йорк на северной оконечности Австралии. Селятся в лесах и кустарниковых зарослях.

## Описание
Кускусы достаточно крупные животные. Их мех густой и пушистый, он может быть белым, рыжим или даже чёрным. Их морда короткая, уши маленькие и почти незаметные, а длинный хвост голый на конце, кускусы хватаются им за ветки. Длина тела от 24 до 65 см, хвоста — 24-60 см. Вес достигает от 1 до 7 кг.

## Образ жизни
Кускусы ведут преимущественно древесный образ жизни, редко спускаясь на землю. Благодаря цепкому хвосту и двум большим пальцам на каждой руке они прекрасно адаптировались к своей среде обитания — влажным тропическим лесам. Целый день они спят в дуплах деревьев, а ночью неспешно лазают по дереву в поисках пищи. Кускусы предпочитают жить в одиночестве, не образуя устойчивых групп.

## Питание
Кускусы в основном питаются плодами и листьями, иногда разбавляя рацион насекомыми и яйцами птиц.

## Воспроизводство
После короткого периода беременности (часто всего две недели) рождаются от одного до двух детёнышей. Через несколько месяцев молодёжь покидает сумку. Продолжительность жизни — до 11 лет.